# Dinastia Pahlavi
A Dinastia Pahlavi ( em persa: دودمان پهلوی) foi a última dinastia real iraniana, governando durante quase 54 anos entre 1925 e 1979. A dinastia foi fundada por Reza Xá, um soldado Mazanderani não aristocrático nos tempos modernos, que assumiu o nome da língua Pahlavi falada no Império Sassânida pré-islâmico para fortalecer as suas credenciais nacionalistas.
A dinastia substituiu a Dinastia Qajar em 1925 após o golpe de estado de 1921, começando em 14 de janeiro de 1921, quando o soldado Reza Can de 42 anos, foi promovido pelo general britânico Edmund Ironside para liderar a Brigada Cossaca Persa dirigida pelos britânicos. Cerca de um mês depois, sob a direção britânica, o forte destacamento de 3 000-4 000 homens da Brigada Cossaca de Reza Khan chegou a Teerã no que ficou conhecido como o golpe de estado persa de 1921. O resto do país foi tomado em 1923, e em outubro de 1925 os Majlis concordaram em depor e exilar formalmente Amade Cajar. Os Majlis declararam Reza Pahlavi como o novo Xá do Irão em 12 de dezembro de 1925, nos termos da Constituição Persa de 1906. Inicialmente, Pahlavi tinha planeado declarar o país uma república, tal como o seu contemporâneo Atatürk tinha feito na Turquia, mas abandonou a ideia face à oposição britânica e clerical.
A dinastia governou o Irão durante 28 anos como uma forma de monarquia constitucional, de 1925 a 1953, e após a derrubada do primeiro-ministro democraticamente eleito, por mais 26 anos como uma monarquia mais autocrática, até que a própria dinastia foi derrubada em 1979.

## Histórico familiar
Em 1878, Reza Xá nasceu na aldeia de Alasht, no condado de Savadkuh, província de Mazandarão. Seus pais eram Abbas Ali Khan e Noushafarin Ayromlou. Sua mãe era uma imigrante muçulmana da Geórgia (então parte do Império Russo), cuja família emigrou para o Império Cajar, depois que o Irã foi forçado a ceder todos os seus territórios no Cáucaso após as Guerras Russo-Persas. várias décadas antes do nascimento de Reza Xá. Seu pai era um Mazandarani, comissionado no 7º Regimento Savadkuh e serviu na Guerra Anglo-Persa em 1856.

## Chefes da Casa de Pahlavi
| Nome        | Nome                                    | Retrato               | Relações familiares             | Vida      | Reinado                 | Reinado                                      |
| Xá do Irã   | Xá do Irã                               | Xá do Irã             | Xá do Irã                       | Xá do Irã | Xá do Irã               | Xá do Irã                                    |
| ----------- | --------------------------------------- | --------------------- | ------------------------------- | --------- | ----------------------- | -------------------------------------------- |
| 1           | Reza Xá Pahlavi                         | Reza Shah             | Filho de Abbas Ali              | 1878–1944 | 15 de dezembro de 1925  | 16 de setembro de 1941 (Abdicação)           |
| 2           | Mohammad Reza Xá Pahlavi                | Mohammad Reza Shah    | Filho de Reza Xá                | 1919–1980 | 16 de setembro de 1941  | 11 de fevereiro de 1979 (Revolução Iraniana) |
| Pretendente |                                         |                       |                                 |           |                         |                                              |
| 1           | Mohammad Reza Pahlavi                   | Mohammad Reza Pahlavi | Filho de Reza Xá                | 1919–1980 | 11 de fevereiro de 1979 | 27 de julho de 1980 (Morte)                  |
| —           | - Farah Pahlavi - (regente pretendente) | Farah Pahlavi         | Esposa de Mohammad Reza Pahlavi | 1938–     | 27 de julho de 1980     | 31 de outubro de 1980                        |
| 2           | Reza Pahlavi                            | Reza Pahlavi II       | Filho de Mohammad Reza Pahlavi  | 1960–     | 31 de outubro de 1980   | No Cargo                                     |

## Consortes
| Retrato | Nome                        | Pai                          | Nascimento | Casamento               | Tornou-se consorte      | Deixou de ser consorte                       | Morte |
| ------- | --------------------------- | ---------------------------- | ---------- | ----------------------- | ----------------------- | -------------------------------------------- | ----- |
|         | Tadj ol-Molouk              | Teymūr Khan Ayromlou         | 1896       | 1916                    | 15 de dezembro de 1925  | 16 de setembro de 1941 abdicação do marido   | 1982  |
|         | Esmat Dowlatshahi           | Gholam Ali Mirza Dowlatshahi | 1905       | 1923                    | 15 de dezembro de 1925  | 16 de setembro de 1941 abdicação do marido   | 1995  |
|         | Fawzia Fuad do Egito        | Fuade I do Egito             | 1921       | 1939                    | 16 de setembro de 1941  | 17 de novembro de 1948 divorciada            | 2013  |
|         | Soraya Esfandiary-Bakhtiary | Khalil Esfandiary-Bakhtiary  | 1932       | 12 de fevereiro de 1951 | 12 de fevereiro de 1951 | 15 de março de 1958 divorciada               | 2001  |
|         | Farah Diba                  | Sohrab Diba                  | 1938       | 21 de dezembro de 1959  | 21 de dezembro de 1959  | 11 de fevereiro de 1979 depoimento do marido | Viva  |

## Herdeiros

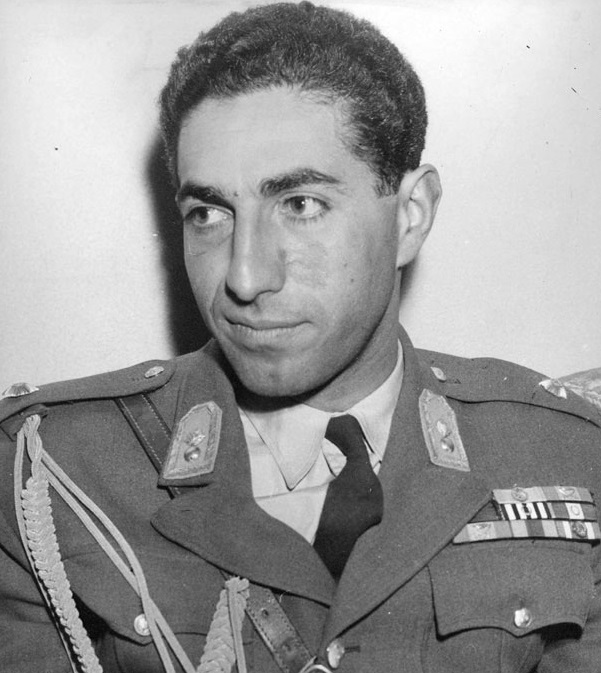
Príncipe Ali-Reza Pahlavi, o herdeiro presuntivo até sua morte em 1954

A antiga constituição do Irã previa especificamente que apenas um homem que não fosse descendente da dinastia Qajar poderia tornar-se o herdeiro aparente. Isso tornou todos os meios-irmãos de Mohammad Reza inelegíveis para se tornarem herdeiros do trono. Até sua morte em 1954, o único irmão completo do Xá, Ali Reza, era seu herdeiro presuntivo.
A constituição também exigia que o Xá fosse descendente de iranianos, o que significa que o seu pai e a sua mãe são iranianos.

### Linha de sucessão em fevereiro de 1979
- Reza Shah Pahlavi (1878–1944)
  - Mohammad Reza Shah Pahlavi (1919–1980)
    - (1) Príncipe herdeiro Reza Pahlavi (n. 1960)
    - (2) Príncipe Ali-Reza Pahlavi (1966–2011)

  - Príncipe Ali-Reza Pahlavi (1922–1954)
    - (3) Príncipe Patrick Ali Pahlavi (n. 1947)
      - (4) Príncipe Davoud Pahlavi (n. 1972)
      - (5) Príncipe Houd Pahlavi (n. 1973)
      - (6) Príncipe Mohammad Pahlavi (n. 1976)

### Linha atual de sucessão
- Reza Shah Pahlavi (1878–1944)
  - Mohammad Reza Shah Pahlavi (1919–1980)
    - (1) Príncipe herdeiro Reza Pahlavi (n. 1960)
    - Príncipe Ali-Reza Pahlavi (1966–2011)

  - Príncipe Ali-Reza Pahlavi (1922–1954)
    - (2) Príncipe Patrick Ali Pahlavi (n. 1947)
      - (3) Príncipe Davoud Pahlavi (n. 1972)
      - (4) Príncipe Houd Pahlavi (n. 1973)
        - (5) Príncipe Rafaël Pahlavi (n. 2006)

      - (6) Príncipe Mohammad Pahlavi (n. 1976)